# Virgil von Graben

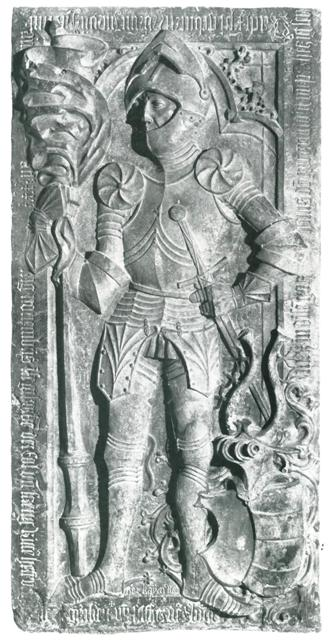
Darstellung Virgil von Grabens in seiner Begräbnisstätte in der Lienzer Sankt Michaelskirche (16. Jahrhundert)

Virgil von Graben, auch Virgil vom Graben, mit dem Prädikat zu Sommeregg (* 1430 / 1440; † 1507 auf Burg Sommeregg), Burggraf von Lengberg, Burggraf und Herr von Sommeregg enz, war einer der bedeutendsten Edelmänner, Staatsmänner und Diplomaten der Grafschaft Görz, der auch im Habsburgerreich Friedrichs III. und Maximilians I. als Rat große Bedeutung erlangte. Er wird in der Literatur fälschlicherweise mitunter als Graf betitelt.
Von Graben gehörte dem kärntnerisch-osttirolischen Familienzweig der Herren von Graben an, die zur Zeit der letzten Grafen von Görz wichtige Ämter innehatten, und durch deren Wirken auch die Renaissancekultur in Osttirol Einzug hielt.
Virgil von Graben galt als der „reichste und fähigste Görzer Edelmann seiner Zeit“. Er war unter dem letzten meinhardinischen Grafen Leonhard, dessen Bürge er auch war, Reichsverweser der fürstlichen Grafschaft und Hauptmann von Görz, vertrauter Ratsherr von Graf Leonhard und dem römisch-deutschen König Maximilian. Als solcher leitete und vollendete er die Übernahme der Grafschaft Görz in den Besitz der Habsburger. Nach dem Tod Leonhards im Jahr 1500 avancierte Von Graben zum ersten Verlassenschaftsverwalter und Rechtsnachfolger von Görz. Unter habsburgischer Herrschaft blieb er bis 1504 Statthalter (Kapitän) der Grafschaft Görz. Darüber hinaus war Von Graben Burggraf (bzw. Pfandinhaber) von Lienz.

## Biografisches

### Herkunft und Nachkommen
Virgil von Graben entstammte dem kärntnerisch-osttirolerischen Zweig des edelfreien Geschlechts der Herren von Graben, welches von den Meinhardinern (Grafen von Görz und Tirol, Herzöge von Kärnten etc.) abstammend war. Seine Abstammung von den Görzern hatte auf venezianischer Seite als auch bei Graf Leonhard von Görz zum Ende des 15. Jahrhunderts eine gewisse Bedeutung in den Überlegungen im Erbfall der fürstlichen Grafschaft Görz. Die Graben waren krainischen Ursprungs und führten ein Wappen mit einer Schaufel (silberne Schaufel auf rot der Kornberger Graben). Es wurde dann durch ein vertikal geschnittenes Wappen ersetzt, das links rot und rechts schwarz (eigtl. blau) mit zwei silbernen Bändern war, welches auch Virgil führte. Seine Eltern waren Andreas von Graben aus der Kornberger Linie der Graben und Barbara von Hallegg (Hallecker), Tochter von Jörg von Hallegg, Landesverweser von Kärnten. Einer seiner Neffen war Ladislaus Prager, Erbmarschall von Kärnten und Kämmerer von Kaiser Friedrich III. Verheiratet war er mit Dorothea Arnold, geborene Herbst (von Herbstenburg), deren Ehe aber als nicht rechtmäßig galt, sodass Virgils Söhne nicht dessen Güter erben konnten.
Nachkommen:

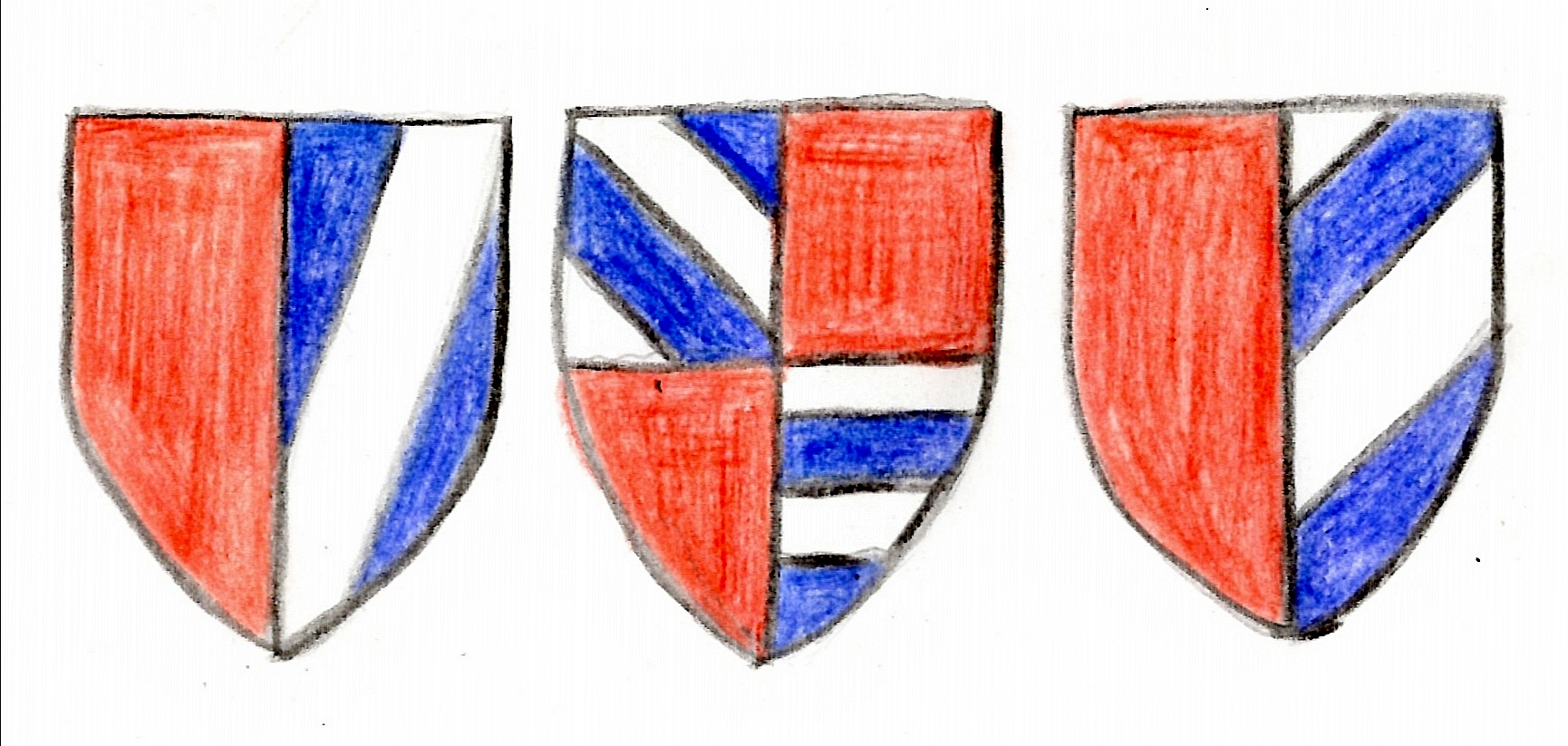
Wappen der Herren von Graben [zum Stein] in Kärnten und Tirol (16. bis 18. Jahrhundert) als Nachkommen von Virgil von Graben. Links Wappen des Lukas von Graben zum Stein († 1550), Herrn von Stein in Kärnten, sowie dessen Bruder Bartholomäus von Graben, mittig Wappen von Lukas' Urenkel Oswald von Graben zum Stein († 1609), Herrn von Stein, sowie rechts das Wappen von Felix Jakob von Graben zum Stein († 1776/1781), einem Nachkommen des Bartholomäus, der als letzter seines Geschlechts in Tirol lebte.

- Christof von Graben († 1506), 1498 als Pfarrer erwähnt; Pfarrer von Görz (Gorizia);[17] in der Sankt Michaelskirche zu Lienz bestattet[1]
- Lukas von Graben zum Stein († 1550), wurde 1500 durch Maximilian I. zum Herrn von Stein ernannt, und somit zum Stammherrn der Linie am Stein, welche die Herrschaft bis zum Tod des Christof David von Graben zum Stein († 1664) behielten[18]
- Barthlmä von Graben (Bartholomeus von Graben), über den wenig bekannt ist; er war zwischen 1501 und 1511 Besitzer des Hofes zu Treffling, den er seinem Lehensträger Andreen Hohenburger zu Lehen gab; seine Nachkommen sind nach Tirol verzogen,[19] und bildeten die Zweite Tiroler Linie, welche mit dem Tod des Felix Jakob von Graben (zum Stein) im Jahre 1776 (oder 1780) ausgestorben ist
- [unsicher] Virgil Lucz von Graben (genannt oder gestorben 1550)
- Leonhard (Lienhard) von Graben († 1531), ihm wurde in Nachfolge seines verstorbenen Bruders Christof 1507 die Pfarrkirche von Görz verliehen;[20] er liegt in der Michaelskirche zu Lienz begraben[1]

Uneheliche Nachkommen mit Agnes:
- Virgil von Graben zeugte neben seinen vier legitimen Söhnen mit seiner morganatischen Ehefrau namens Agnes vier uneheliche Kinder, die er reichlich mit Gütern ausstattete.[21]

### Politische Karriere
Virgil von Graben stand zeitlebens sowohl in fürstgräflich-görzischen, erzbischöflich-salzburgischen und kaiserlich-österreichischen Diensten. Er dient durch seine mannigfaltige Tätigkeit als Beispiel für die Adelsmitglieder jener Zeit, die verschiedenen Herren dienten und hierfür Lehen empfingen. Sie mussten hierbei mit großer Geschicklichkeit vorgehen um bei den divergierenden Interessen ihrer Lehensherren ihre Lehenspflicht zu erfüllen und nicht dabei aufgerieben zu werden.

#### In görzischen Diensten

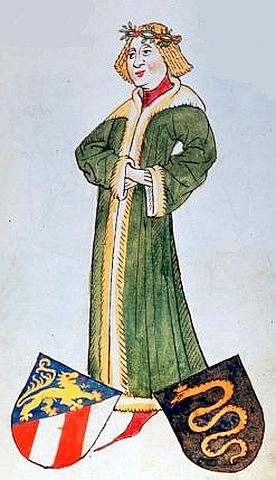
Leonhard von Görz, Graf von Görz, Reichsfürst

Virgil von Graben wird erstmals 1457 genannt, als er Aufträge von Graf Johanns II. von Görz erhielt. 1460 oder 1461 gerieten Virgil und dessen in kaiserlichen Diensten stehende Vater Andreas von Graben in Gefangenschaft der Grafen von Görz und mussten den beiden Grafen Johann und Leonhard 1461 Urfehde schwören. Virgil ist dann hauptsächlich in fürstgräflich-görzische Dienste übergetreten. Sein Einfluss am Görzischen Hof wuchs in den 1460er Jahren rasant und er konnte diverse prestigeträchtige Aufträge erfüllen. Er hatte als Vicedom resp. Hauptmann (Reichsverweser, Statthalter), Administrator der Grafschaft Görz und am Karst unter Graf Leonhard immensen Einfluss auf das politische Geschehen dieses vom Untergang betroffenen Reichsfürstentum und konnte ob der kränklichen Verfassung von Graf Leonhard dessen politisches Geschick weitgehend autonom leiten. Die Familie der Graben galt von der Mitte des 15. zum beginnenden 16. Jahrhundert als die wichtigste Sippe in Lienz und am dortigen Grafenhof der Görzer; trotz ihrer Zugehörigkeit zum Ritterstand umgab sie durch das Naheverhältnis zu Graf Leonhard von Görz und ihrem gehobenen Lebensstil ein „feudales Fluidum“.
Im Streit um das Erbe der Grafen von Cilli mit Kaiser Friedrich III. war es für die Görzer im Jahre 1460 zu einer Niederlage mit dem anschließenden Diktatfrieden von Pusarnitz gekommen, in dem die Görzer alle kärntnerischen Herrschaften einschließlich der Stadt Lienz und der Residenz Schloss Bruck verloren. Die den Görzern abgenommenen Herrschaften waren entsprechend der Zusicherung des Kaisers an seinen Feldhauptmann Jan von Witowec übergegangen. Dieser verkaufte sie im Jahre 1462 an seinen Kampfgefährten Andreas von Weißpriach. Im Zuge der geglückten militärischen Wiedergewinnung von Schloss Bruck und der Stadt Lienz unter Johanns Bruder Graf Leonhard von Görz und Virgil von Graben kam es zu einer Gefangennahme des Weißpriach, der bis Spätwinter 1467 auf Heinfels festsaß. Er musste Graf Leonhard und Von Graben Urfehde schwören und schriftlich auf alle Rechtsansprüche auf das Landgericht Lienz und Schloss Bruck verzichten. Im Spätwinter 1467 wurde er aus der Haft entlassen.
Während der Regierungszeit des finalen und am Lebensende kränklichen Grafen Leonhard zwischen (1448 als Co-Graf) 1462 bis 1500 erfüllte Von Graben seit 1474 die Funktion des Hauptmannes, mindestens seit 1490 das Amt des Vicedom und des Verwesers der Grafschaft. 1494 war er dessen Administrator (auch als Reichsverweser tituliert) und konnte im politischen Spektrum weitgehend autonom Handeln. An Von Grabens Seite ist assistierend Simon von Hungersbach gestanden. Darüber hinaus hatte Von Graben das Amt des Hauptmannes der Burg von Görz in der Stadt Görz (Gorizia) inne.
Um 1475 beauftragte Graf Leonhard Virgil von Graben Zeigen zu den Lienzer Ritualmorden von 1442/43 zu befragen. In diesen Jahren wurde das junge Mädchen Ursula Pöck tot aufgefunden und die Lienzer Judengemeinde damit beschuldigt. Anschließend wurden die Lienzer Juden gefangen gesetzt und verhört. Als Conclusio wurde aber eine Lienzer Christin dieses Verbrechen beschuldigt. Es wurde hierzu ein ausführliches schriftliches Dokument verfasst.
1476 vertrat Virgil von Graben gemeinsam mit Bischof Gerg Golser von Brixen, Balthasar von Welsberg und Phöbus von Thurn den Grafen Leonhard am Hof von Markgraf Ludovico III. Gonzaga in Mantua um dessen Heirat mit Gonzagas Tochter Paola feierlich zu versprechen. Im selben Jahr bestellte Graf Leonhard Virgil von Graben und Saldoniero von Strassoldo als Prokuratoren für den Verkauf von Codroipo an die Familie Strassoldo. 1490 fungierte er beim görzischen Verkauf von Latisana.

##### Görzer Erbfall
In den letzten Regierungsjahren des kinderlos gebliebenen und kränklichen Grafen Leonhard wurde seitens der Republik Venedig ein Erbvertrag betreffend der Grafschaft Görz forciert. Erstmals, im Jahr 1487 stieg die Signorie von Venedig, der Zehnerrat mit Virgil von Graben in Geheimverhandlungen ein. Inhalt dieser Papiere war, falls Graf Leonhard tot sei, dass Von Graben den Venezianern die Grafschaft Görz, die Stadt Görz (Gorizia) samt dem Castello di Gorizia (Burg von Görz) übergeben werde und hierfür alle Görzer Schlösser und Herrschaften im Friaul von Venedig als Lehen erhalten solle. Darüber hinaus stand für ihn eine Belohnung von 20.000 Dukaten in Aussicht. Von Graben hatte sich diesem Geschäft nicht abgeneigt gezeigt. Er setzte offenbar noch auf das venezianische Angebot, unsicher mit oder ohne dem Wissen von Graf Leonhard, der sich aufgrund seines Erbes weder mit Habsburg noch mit Venedig verfeinden wollte. Virgil von Grabens Abstammung von den Görzern hatte auf venezianischer Seite als auch bei Graf Leonhard eine gewisse Bedeutung in den Überlegungen im Erbfall von Görz. Die aufgeklärten Ansichten Venedigs und deren Entscheidungsträger hätten auch den görzischen (meinhardinischen) Bastard Virgil von Graben selbst als neuen Grafen von Görz anerkannt. Auch wurden ihm seitens Venedig auch das Gouverneursamt über die Grafschaft Görz auf Lebenszeit sowie seine Aufnahme in das Patriziat von Venedig angeboten. Weiterhin nahm der Zehnerrat dessen treue Gesinnung gegenüber Venedig zur Kenntnis. Es ist nicht auszuschließen, dass Graf Leonhard in die Pläne seines Vasallen und wohl Blutsverwandten Von Graben eingeweiht war und diese auch nicht missbilligte, dass dieser das Amt des Gouverneurs resp. Statthalters im Namen Venedigs für sich und seine Nachkommenschaft erwerben würde. Wohl kam Graf Leonhard dieser Antagonismus um sein Erbe aus taktischen Überlegungen gelegen. Diese po-venezianische Haltung von Virgil könnte sich dadurch erklären, dass er dem für Görz fatalen Frieden von Pusarnitz von 1461 als junger Mann machtlos gegenüber gestanden hatte und daher eine tiefe Abscheu gegenüber den Habsburgern hegte. Weiters hatte ihn das großzügige Handeln Venedigs im Friaul beeindruckt, wohingegen ihm das Reich und der Kaiser durch seinen jahrzehntelanger Aufenthalt jenseits der Alpen im Friaul als blasses Konstrukt erschien. Auch dadurch hatte er sich dem deutschen Kulturbereich etwas entfremdet und sich dem italienischen angenähert. Dies alles gibt Grund zur Annahme, dass Virgil sich nicht ungern in das venezianische Abenteuer eingelassen hatte.
Als sich im Folgejahr 1498 der Erbfall wegen der fortschreitenden Krankheit Graf Leonhards Realität bekam, erteilte König Maximilian unter anderem Simon von Hungersbach und Michael von Wolkenstein den Auftrag, mit dem Grafen erneut zu verhandeln. Auf der habsburgischen Seite, die den Erhalt von Görz als eminent behandelten, herrschte die Meinung vor, dass Von Graben schon zu schwach und krank sei, um die Görzer Burghut zu leiten, denn die Venezianer erklärten Stadt und Grafschaft Görz als ihr Eigentum und rüsteten sich, um von Gradisca aus die gesamte Grafschaft zu erobern. Rechnete Maximilian I.
sicherlich mit einer Erbfolge in der Vorderen Grafschaft Görz, das heißt in der Herrschaft Lienz und im Pustertal, war er sich seines Erbes in der Inneren Grafschaft Görz, um die Stadt Görz, am Isonzo und am Karst wegen der Nähe zu Venedig sehr unsicher. Von Hungersbach sollte Von Graben auch die Notwendigkeit eines Unterhauptmannes erklären, der ihn unterstützen sollte, ihn aber bei der Verteidigung gegenüber den Ambitionen Venedigs unterstützen sollte. Maximilian setzte nun auch Graf Leonhard unter Druck, mit dem Ziel Virgil von Graben aus der Görzer Hauptmannschaft zu entfernen und einen Hauptmann einzusetzen, der zugleich Görzer als auch österreichischer Untertan sei. Weiters solle Graf Leonhard den alten Erbschaftsvertrag mit Habsburg erneut bestätigen und seine Stände darauf vereidigen. Dies misslang, da Graf Leonhard an Von Graben festhielt, denn nichts lag ihm ferner, als die Venezianer offen zu reizen und sich schon bei Lebzeiten an einen Erben zu binden. Als kurz hernach wieder Gerüchte aufkamen, dass Graf Leonhard schwer krank wäre, oder dass er bereits verstorben sei, rechnete Venedig mit ihren geheimen Beziehungen zu Virgil von Graben. Maximilian I. kannte auch das heimliche Zusammenspiel Venedigs mit Virgil
von Graben und setzte nun alles daran, ihn aus der Görzer Hauptmannschaft zu entfernen. Aber
Graf Leonhard hielt vehement an Von Graben fest, da er weiterhin keine offene Reizung gegenüber den Venezianern riskieren wollte. Doch wurde es Von Graben doch bewusst, dass Maximilian I. mittels seiner gezielten Politik sein Recht als Reichsoberhaupt auf das Görzer Erbe mit der Zeit durchsetzen werden würde. Wohl noch im Jahre 1498 konnte Von Graben seitens Maximilian durch große Versprechungen dafür gewonnen werden, seine bislang heimliche Zusammenarbeit mit den Venezianern aufzulösen und sich mittels eines Erbvertrages für einen Eintritt des Landes in das Habsburgerreich und nicht in die Lehensherrschaft der Venedigs starkzumachen. Im selben Jahr noch übertrug Virgil von Graben seinem Sohn Lukas von Graben mit klaren Aufträgen die Befehlsgewalt über die Görzer Burghut. Währenddessen ist auch Venedig nicht untätig geblieben. In einem Briefwechsel mit deren Geschäftsträger in Udine, Rigo Tedesco, drückte der Zehnerrat aus, dass er mehr Hoffnung in Von Graben gesetzt hätte seine Versprechungen ihnen gegenüber einzulösen, da er alle Versprechungen ihm gegenüber bereitwillig erfüllen würde. Um ihn zu überzeugen, hatte Tedesco freie Hand ihm mehr Geld zu bieten als auch andere Lehen im Gebiet der Republik Venedig zu versprechen. Falls Virgil von Graben tatsächlich ernsthaft krank wäre, oder auch sterben würde, dann sollte Tedesco unverzüglich mit Virgils Sohn Lukas verhandeln und ihm dasselbe Angebot unterbreiten.
Kurz vor Graf Leonhards Tod beschloss er auf den Ratschlag von Von Graben hin einen Erbvertrag mit Maximilian abzuschließen. Görz würde somit als erledigtes Reichslehen an das Reich zurückfallen. Sogleich nach dem Tod von Graf Leonhard am 12. April 1500 überließ Von Graben die Führung über die Stadt Görz seinem Sohn Lukas. Er selbst reiste nach Lienz, um die Sachlage des Erbfall zugunsten Habsburgs und der venezianischen Annäherung publik zu machen. Gleichzeitig hielt sich auch Venedig erneut an Von Graben und entsandte deren Geschäftsträger Rigo Tedesco in die Stadt Görz um mit Virgil von Graben in Kontakt zu treten, doch befanden sich die Burg und auch die Stadt bereits unter der Verwaltung von Lukas. Dieser war ein treuer Parteigänger König Maximilians und absolut unbestechlich. Zuerst schwenkte der Zehnerrat der Republik Venedig noch, um Lukas zu deren Oberkommandierenden im Friaul zu ernennen, da aber jedoch Virgil den Vertrag mit Venedig über die Nachfolge in der Grafschaft Görz beendigt hatte und offensichtlich mit Maximilian I. verhandelte, kam die Ernennung von Lukas nicht zustande. Von Graben selbst befand sich nun in Lienz, wohin ihm Tedesco nachfolgte. Von Graben lehnte die Zusammenarbeit mit Venedig, sowie die Summe von nun 30.000 Dukaten ab, brach seine, wohl nur vagen Zugeständnisse, und erklärte Tedesco, dass er als echter Edelmann und nicht als Verräter sterben wolle. Graf Leonhard hatte ihn einige Wochen vorher offenbart, dass er mit König Maximilian einen Vertrag abgeschlossen hatte, was Von Graben selbst noch unbekannt gewesen war. Dabei hatte er dem Grafen in die Hand schwören müssen, dass er Görz an Maximilian übergeben werde. Es ist hierbei aber nicht auszuschließen, dass es sich bei dieser Entscheidung um eine Eigeninitiative von Von Graben handelte. Diese Nachricht, dass Von Graben die Vereinbarungen mit Venedig nicht mehr einhalten werde, übermittelte nun Rigo Tedesco dem Zehnerrat. Venedig ist aber weiter aktiv geblieben und, da Virgil wohl an die Heiligkeit seines gegebenen Wortes gebunden war, sandte der Statthalter von Friaul Tedesco erneut zu Lukas von Graben nach Görz um ihn mit moralischen Vorhaltungen umzustimmen, auch dass es nicht menschlichem sondern göttlichem Recht entspreche, dass die Grafschaft Görz an Venedig gehe. Bei Lukas konnten die Venezianer nichts erreichen.
Nach dem Görzer Erbfall zugunsten Habsburgs, sahen die Venezianer ihren Misserfolg einzig in der Handlungsweise der Herren Virgil und Lukas von Graben. Dies stellt sicherlich eine übertriebene Wahrnehmung dar, eventuell hatte Von Graben familienpolitische Ziele im Sinn oder er wollte im Wissen von Graf Leonhard die venezianischen Pläne eruieren. Die beiden Herren von Graben wurde nach dem erfolgreichen Übertritt der görzischen Grafschaft in das Habsburgerreich, gemessen an deren Verdienst, bescheiden belohnt. Von Graben erfüllte nur noch für kurze Zeit das Amt eines Hauptmannes von Görz, die Burg Heinfels hatte er zur vorübergehen Nutzung inne. Auch erhielt er von Maximilian um 1500 Herrschaft und Schloss Schwarzenegg (Schwarzenegk) am Karst, Črni Vrh (Divača in Slowenien), verliehen, die nach dessen Tod an Lukas übergegangen ist Lukas von Graben (ab 1500 zum Stein) hatte die relativ kleine Herrschaft Stein im Drautal zu Lehen erhalten.
Im Jahre 1500, wohl nach dem Erbfall, hatte Kaspar, Burggraf von Lienz und Lueg, Von Graben alle seine Güter um Lienz, die ihm von seinem Bruder Balthasar angefallen waren, versetzt.

#### In kaiserlichen Diensten

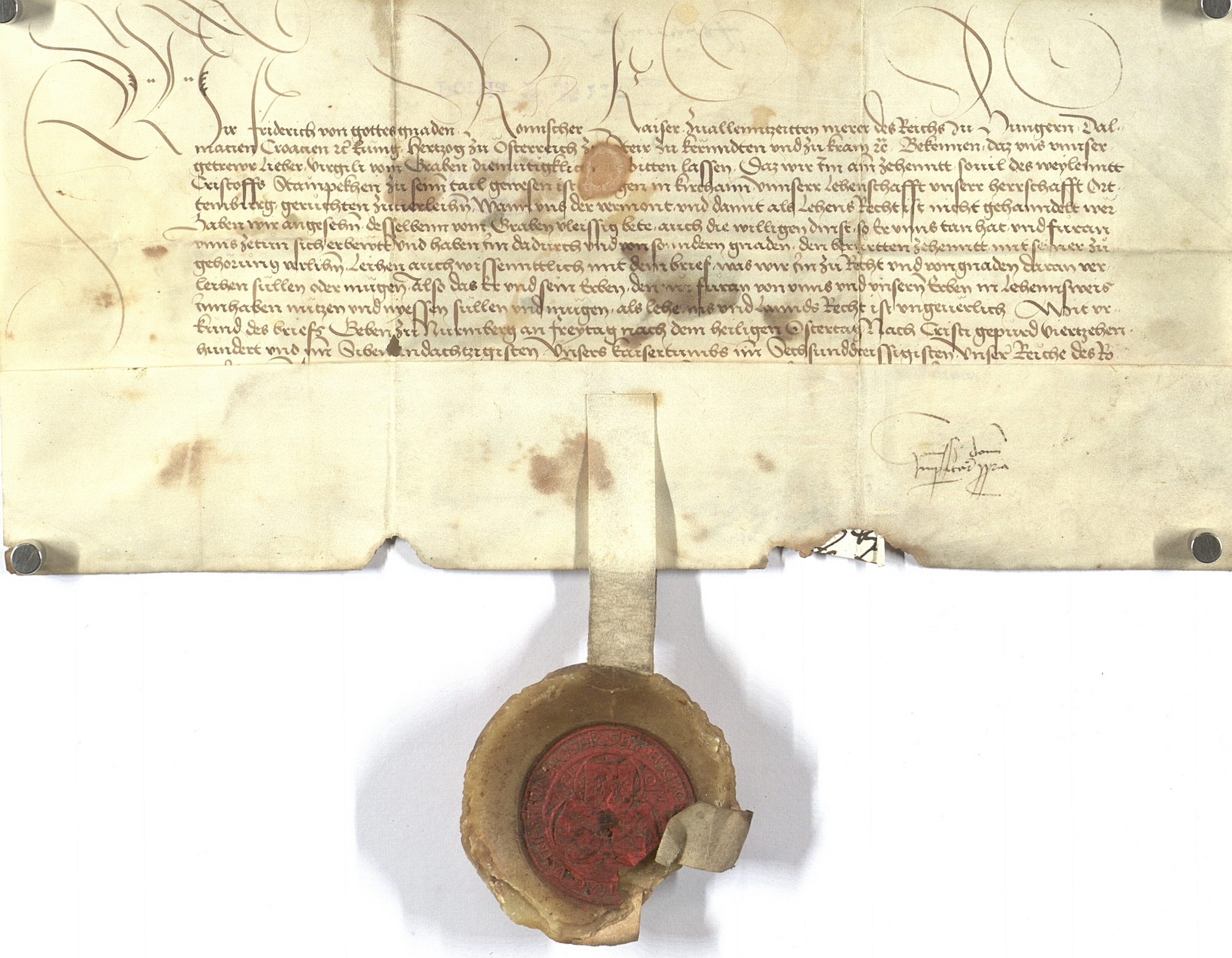
Kaiser Friedrich III. verleiht Virgil von Graben 1487 zu Nürnberg einen Zehent in Großkirchheim, ein Ortenburger Lehen

Virgil von Graben zählte im endenden 15. und beginnenden 16. Jahrhundert zu den wichtigsten Räten im Gefolge der Habsburger Herrscher Friedrichs III. und Maximilians I. Durch den Erbgang verband König Maximilian das görzische Pustertal, das Landgericht von Lienz samt seinen Zugerichten mit der Grafschaft Tirol. Von Graben avancierte zum ersten Verlassenschaftsverwalter und Rechtsnachfolger von Görz. Zunächst führte Von Graben mit einigen Räten aus
Innsbruck (Grafschaft Tirol) die Verwaltung mit Sitz in Lienz weiter. Er hatte ebenso die görzischen Residenzen Lienz, Heinfels und Görz aufzulösen, wo sich nur noch geringes von Wert befand. Von Graben trat bis 1504 weiterhin als Statthalter und Kapitän von Lienz sowie als Kapitän von Görz auf und bewohnte währenddessen wohl auch für kurze Zeit das Lienzer Schloss Bruck. Des Weiteren war Von Graben nach 1500 auch Pfandherr bzw. Burggraf der Herrschaften Lienz und Heinfels, die ihm Maximilian I. verpfändet hatte. Sein Nachfolger in Lienz wurde der hoch in Maximilians Gunst stehende Michael von Wolkenstein aus dem Geschlecht der Wolkenstein-Rodenegg, welches im Laufe des 16. Jahrhunderts die politische Führung in Lienz von der Familie Von Graben übernehmen konnte.

#### In erzbischöflichen Diensten

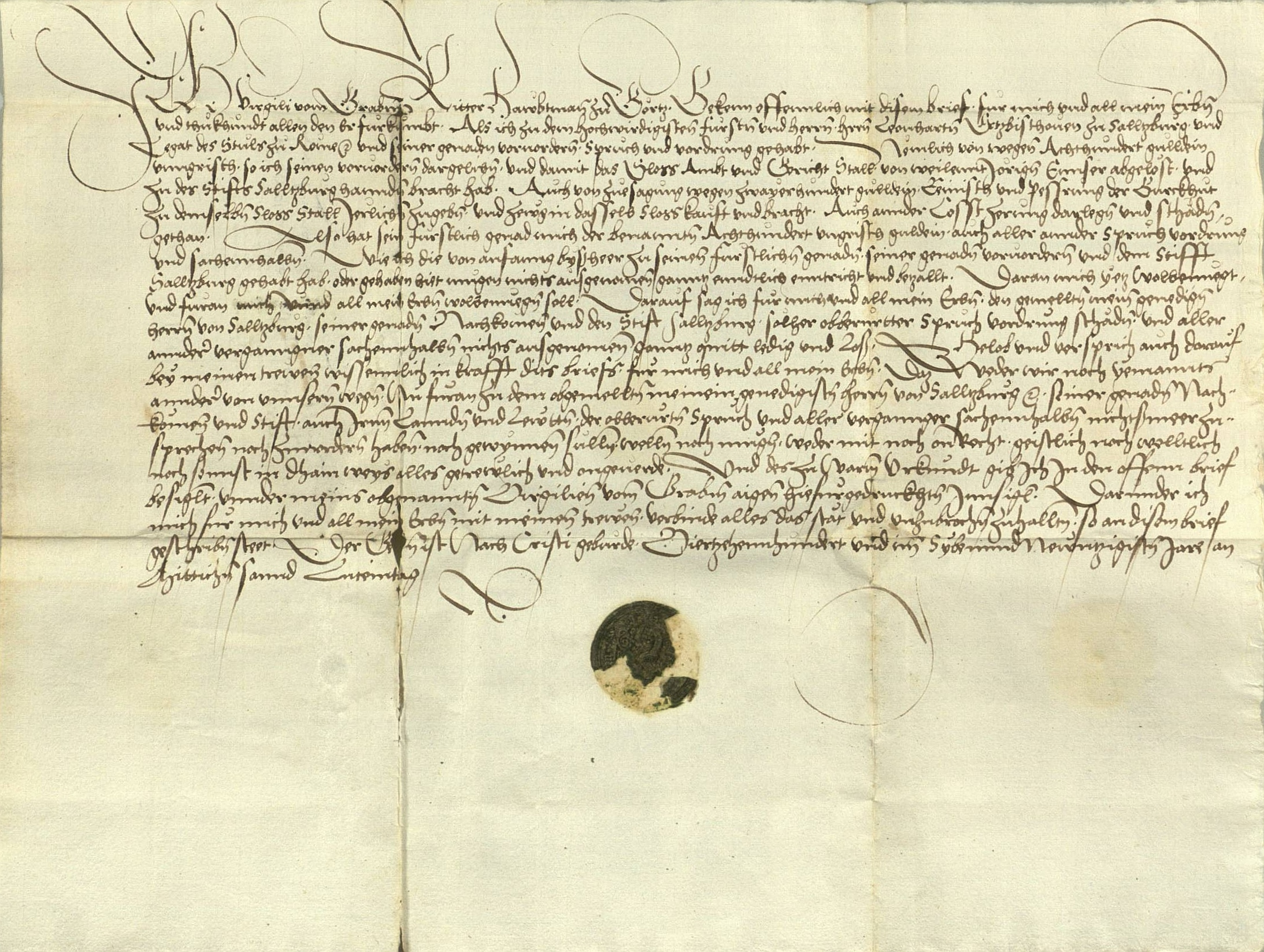
Quittung des Virgil von Graben auf den Salzburger Erzbischof Leonhard von Keutschach, womit er Schloss und Amt zu Stall aus der Pfandschaft abgelöst und über alle anderen Forderungen, die er an das Erzstift gehabt hat

Virgil von Graben stand, gleich seinem Bruder Ernst von Graben, wohl ab den 1470er Jahren als Lehensmann im Dienste der Salzburger Erzbischöfe Bernhard von Rohr, Johann III. Beckenschlager, Friedrich V. Graf von Schaunberg, Sigmund II. von Hollenegg und Leonhard von Keutschach. Er trat unter anderem zwischen 1480 und 1507 als deren Pfleger resp. Burggraf von Schloss Lengberg in Osttirol auf. Von Graben war auch als Pfandherr der Pfleger von Schloss und Amt zu Stall, dass er am 17. August 1497 seitens des Salzburger Erzbischofs für ein Darlehen erhielt. Am 13. Dezember 1497 quittierte Von Graben auf Erzbischof Leonhard von Keutschach, womit dieser das Schloss und Amt zu Stall sowie alle anderen Forderungen, die Von Graben an das Erzstift gehabt hatte, für 800 ungarische Gulden ablöste.

### Als Feudalherr

#### Familiensitz auf Burg Sommeregg

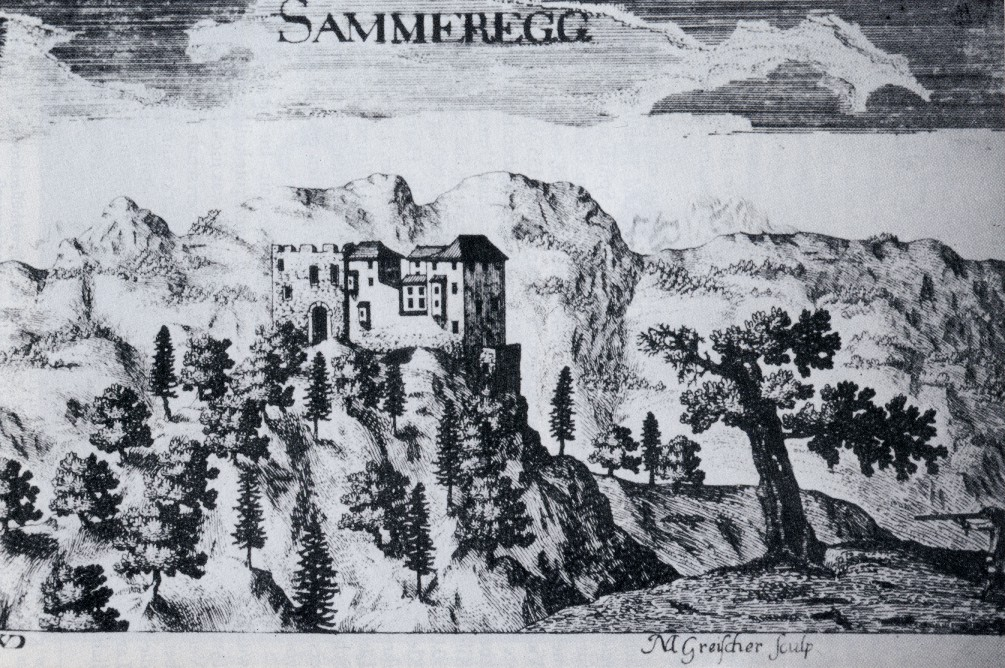
Burg Sommeregg um 1680, Blick gegen Süden in Valvasors Archiducatus Carinthiae

1463 erbte Virgil von Graben von seinem Vater Andreas von Graben die Herrschaft Sommeregg mitsamt der daran gekoppelten Funktion des Burggrafen und Hauptmannes. Es handelte sich hierbei um ein habsburgisches Lehen. Unter den Von Graben hatte sich das Landgericht Sommeregg von der Grafschaft Ortenburg verselbstständigt. Es wies klar definierte Grenzen auf, die sich im Süden zum Millstätter See und zum Seebach, im Westen zur Lieser, im Norden zum Pleßnitzgraben und im Osten zum Tschiernock und zum Tangerner Bach erstreckte. Innerhalb dieses Landesgerichtes war die Herrschaft Sommeregg nicht nur für die eigenen Bauern, sondern auch für diejenigen Bauern aus den Grundherrschaften Gmünd, Spittal an der Drau, Millstatt, der Pfarre Lieseregg und diversen kleineren Gütern zuständig.
1487 wurde Sommeregg durch ungarische Truppen von Matthias Corvinus, welche im Kampfe gegen den deutsch-römischen Kaiser Friedrich III. standen, erobert und zerstört. Durch den Wiederaufbau, welcher nach dem Abzug des fremden Heeres von Virgil von Graben eingeleitet wurde, erhielt die Burg ihre typische unregelmäßige Gestalt. In dieser Zeit hatte er auch eine Auseinandersetzung um die Besetzung des Erzbistums Salzburg, für das die Familie von Graben Besitzungen verwaltete.
Nach seinem Tod ging Sommeregg 1507 an seine Brüder Ernst und Wolfgang Andreas von Graben, da Virgils Nachkommen aufgrund dessen nicht rechtmäßig geschlossenen Ehe nicht erbberechtigt waren. Da auch sowohl Ernst als auch Wolfgang Andreas keine ehelichen Erben hinterließen, kam Sommeregg nach dem Tod von Ernst im Jahre 1513 an dessen Tochter Rosina von Graben von Rain, die in zweiter Ehe mit Haymeran Freiherr von Rain verheiratet war. Im Jahre 1534 kam Sommeregg an die Familie Rain zu Sommeregg.

#### Burggraf von Lengberg

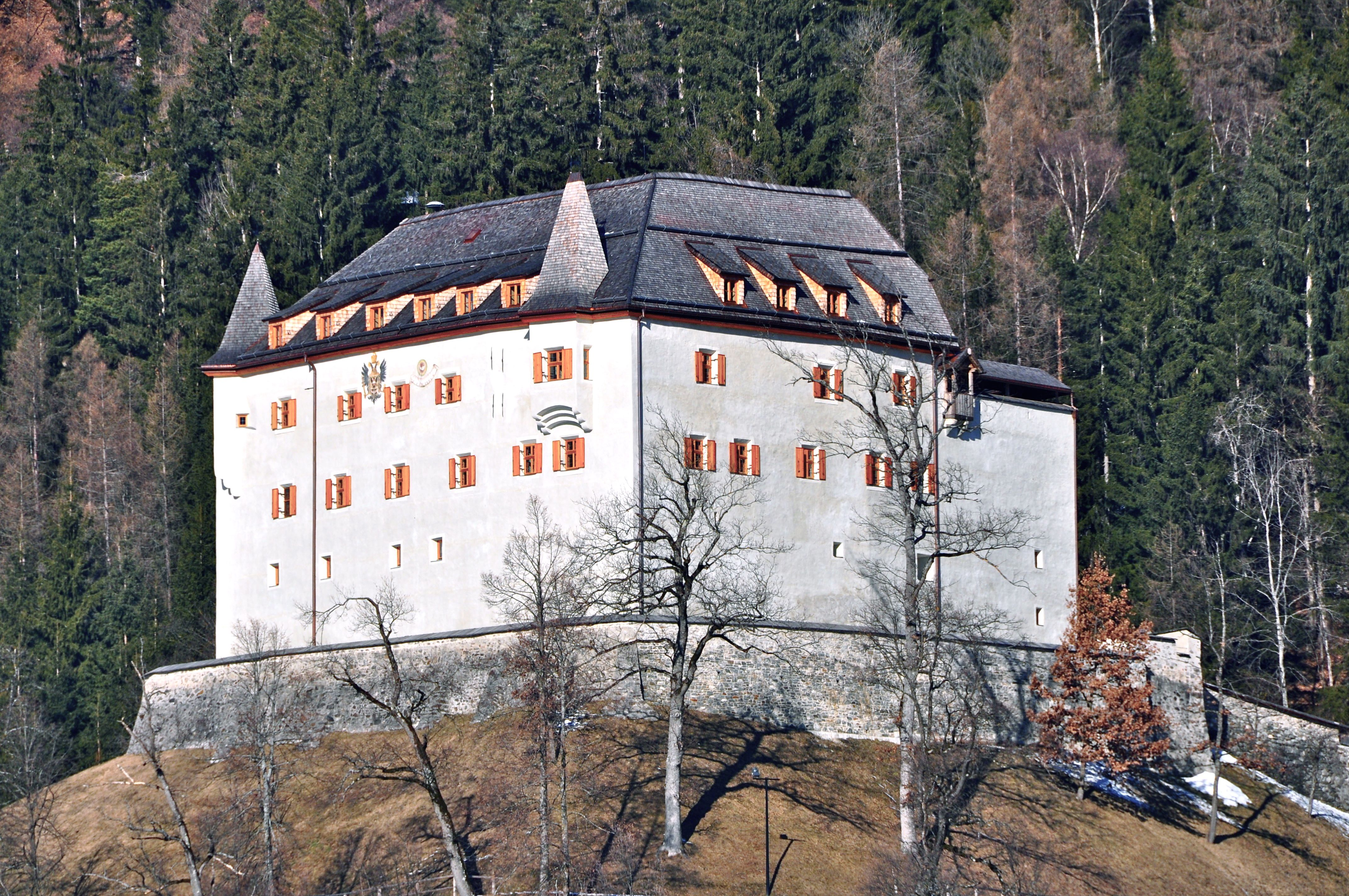
Burg Lengberg

Mit der Ernennung von Virgil von Graben durch den Salzburger Erzbischof Bernhard von Rohr im Jahr 1480 wurde die Hochblüte von Lengberg eingeleitet. In den darauf folgenden Jahren bis 1485 ließ er die vormalige „veste Lengenberch“ auf eigne Kosten zum repräsentativen gotischen Schloss umbauen. Im ersten Obergeschoß errichtete er eine Burgkapelle, welche 1485 von Paolo Santonino, dem Sekretär des Bischofs von Carole, zu Ehren der Heiligen Sebastian und Nikolaus geweiht wurde. Seit diesem Umbau am Ende des 15. Jahrhunderts hat sich Lengberg kaum mehr verändert. Den Besuch auf Schloss Lengberg schilderte Santonino in seinen Reisetagebüchern.

„… Ritter [Virgil von Graben], geziert mit allen Tugenden und von höchster Bildung, [der seine Gäste] mit strahlend heiterer Miene empfing. … Die Burg selbst wird nicht von einer ausgedehnten Mauer umschlossen … Die Mauern der Burg selbst sind dick und sehr hoch, sodass sie durch Belagerungsmaschinen kaum gebrochen würden. Die innere Einteilung ist vorzüglich, unten und im Stockwerk gibt es schöne Wohnzimmer, hergerichtet für Sommer und Winter… In der Burg ist auch ein Springbrunnen, dessen Wasser in einen hölzernen Trog zurückfällt… Innerhalb der Burg hat der Burgherr vielartige Befestigungskünste angebracht zur Verteidigung und zum Abschlagen eines feindlichen Angriffes… Er hat auch eine Sonnenuhr bzw. einen Stundenmesser aufgestellt …“

Nach Virgils Tod verzichteten die Söhne gegen eine hohe Barzahlung seitens des Salzburger Erzbischof Leonhard von Keutschach auf die Feste Lengberg, der diese anschließend an diverse Pfleger vergab.

#### Burg und Herrschaft Heinfels

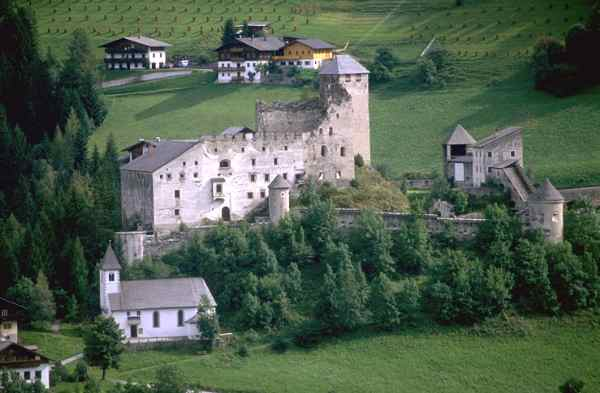
Burg Heinfels

Virgil von Graben war ab dem Ende des 15. Jahrhunderts görzischer Burggraf und Herr von Heinfels im Pustertal. Mit dem Tod des letzten Görzer Grafen Leonhard fiel im Jahr 1500 auch die Herrschaft Heinfels an den „Universalerben“, den Römischen König Maximilian. Noch im Jahre 1498 hatte es einen strengen und geheimen Befehl Maximilians an Virgil von Graben, dass niemand ohne sein Einverständnis in die Burg dürfe, falls Graf Leonhard stirbt. Bereits am 25. September 1500 überließ Maximilian die neu gewonnene Herrschaft pfandweise dem Brixner Fürstbischof Melchior von Meckau, wobei diese Verpfändung noch zu Lebzeiten Graf Leonhards von Görz abgesprochen worden war. Inzwischen hatte jedoch Virgil von Graben Heinfels auf Lebenszeit zur Verwaltung übertragen bekommen, was nun nicht rückgängig gemacht werden konnte, zumal Von Graben im ganzen Übergangsprozess des Görzer Erbes in habsburgische Hände eine tragende Rolle zukam. Erst nach seinem Tod 1507 wurde Virgils Sohn Lukas von Graben zum Stein, der mit der Verwaltung von Heinfels betraut gewesen war, am 24. Februar 1508 aufgefordert, Schloss, Gericht und Amt Heinfels mit allen Zugehörungen dem Brixner Bischof abzutreten, gleichzeitig wurden alle Untertanen zum Gehorsam gegenüber dem Fürstbischof aufgefordert.

#### Stammschloss Graben in Krain

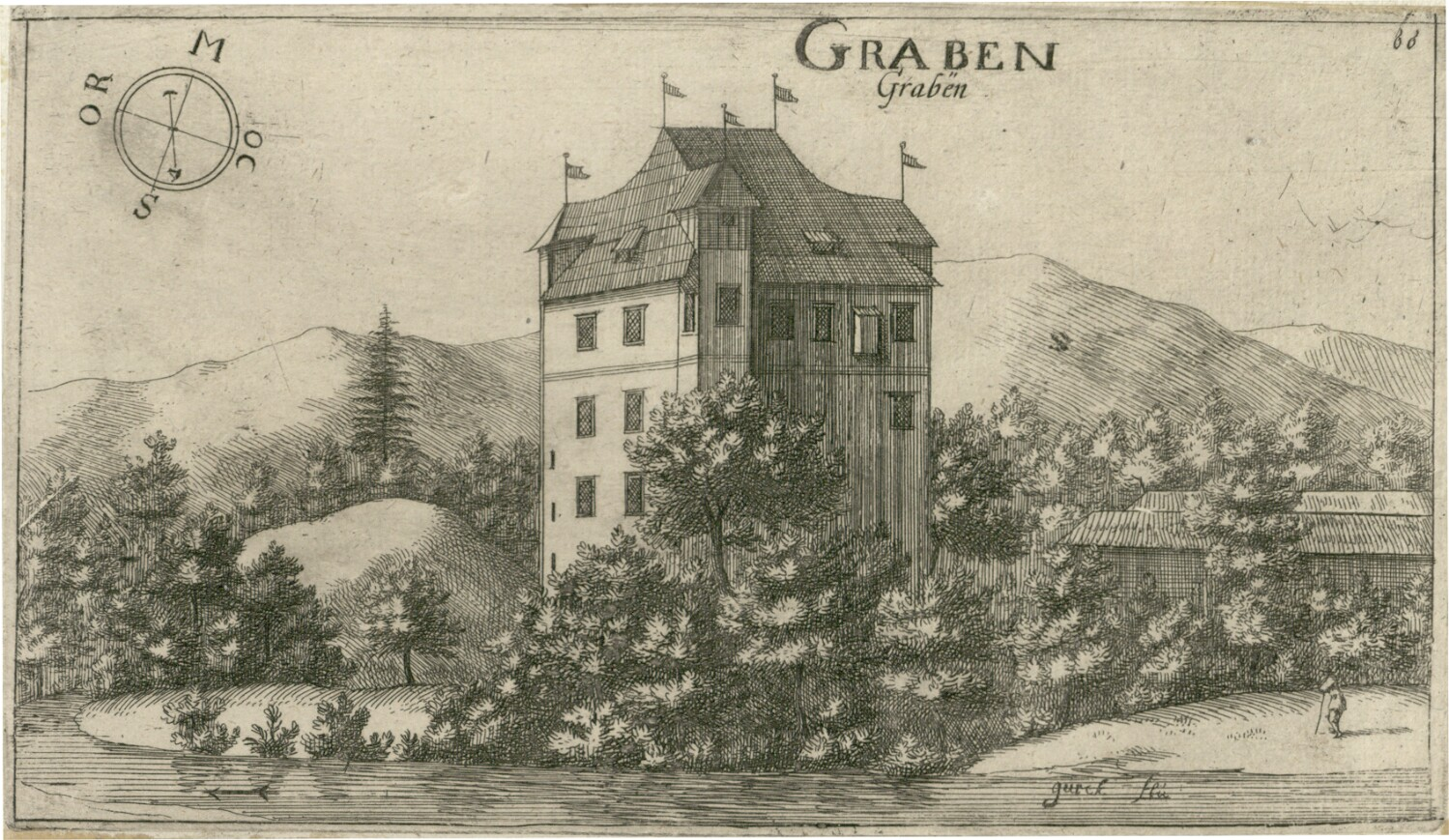
Das ehemalige Schloss Graben im Jahre 1679 (welches bis zum 19. oder 20. Jahrhundert Bestand hatte)

Virgil von Graben wird durch Valvasor in seinem Werk Die Ehre dess Hertzogthums Crain 1499 als Besitzer von Herrschaft und Schloss Graben, der Stammburg seiner Familie (genannt 1170), bei Rudolfswerth (heute: Novo mesto) gelegen, aufgezählt. Dieses befand sich ursprünglich in Besitz der Krainer Stammlinie, wird aber erstmals 1330 als Besitz des Ulrich II. von Graben der Kornberger Linie, von welcher Virgil über seinen auf Kornberg geborenen Vater Andreas von Graben zu Sommeregg abstammt. Nach ihm scheint das Stammgut Graben erneut an die Kornberger Linie gefallen zu sein, da Valvasor 1520 die Gebrüder Andree, Wilhelm und Wolfgang von Graben aus eben jener aufzählt.

#### Diverse Güter
Virgil von Graben erhielt von Maximilian I. um 1500 Herrschaft und Schloss Schwarzenegg (Schwarzenegk) am Karst, Črni Vrh (Divača in Slowenien), verliehen. Das Lehen erging nach seinem Tod an seinen Sohn Lukas von Graben zum Stein.
Nahe Lienz hatte Von Graben den Iselhof zu Lehen, ein Herrenhaus, welches der Herrschaft Lienz lehenspflichtig war. und dem Wirtschaftsgebäude bestand.
Es gibt Vermutungen und Behauptungen, dass Virgil von Graben vor 1500 von Maximilian I. mit Herrschaft und Schloss Stein in Kärnten belehnt wurde. Er soll aufgrund seines hohen Alters nicht mehr belehnt worden sein, sondern vielmehr sein Sohn Lukas im Jahre 1500 mit Stein als Mannlehen. Diese Situation führte bei den Nachkommen von Lukas' jüngerem Bruder Bartlmä von Graben zu Erbstreitigkeiten, da diese nach dem Absterben der Nachkommen des Lukas im Jahre 1664, das Erbe für sich reklamierten. Sie hatten aber kein Erbrecht, da sie nicht nachweisen konnten, dass Virgil der erste Lehensempfänger war. Stattdessen ist aber beurkundet, dass Stein als Mannlehen an die Nachkommen des Lukas vergeben wurde.

### Kultur und Lebensstil
Virgil von Graben führte einen gehobenen Lebensstil und ein Naheverhältnis zu Graf Leonhard von Görz, durch welches ihn und seine Familie ein „feudales Fluidum“ umgab. Der Historiker Meinrad Pizzinini führt an, dass durch deren kulturelles Wirken schlussendlich auch die Renaissance in Osttirol Einzug halten konnte. Von Graben wird durch Paolo Santonino als „generosus et prestantissimus miles, aurea indutus Veste et viridi ornatuspileo“ [ein edler und angesehener Soldat, gekleidet in ein goldenes Gewand und eine grüne Mütze] beschrieben. Seinen Gästen widerfuhr eine edle Behandlung, „a prefato magnifica domino Virgil, viro profecto probatissimo et non minus munifico paratis“ [vorbereitet von dem oben genannten großartigen Herrn Virgil, einem höchst anerkannten und nicht weniger großzügigen Mann]. Sein Verhalten hebt ihn mittels einer Feinheit und Eleganz vom fürstlichen Grafen selbst ab und spiegelt wahrscheinlich seine eher für die Kultur der Renaissance typische Lebens- und Denkweise wider, die er wohl aufgrund der häufigen Kontakte mit den italienischen Regionen erworben hatte.
Virgil von Graben stiftete wohl in der Katholischen Kirche Sankt Leonhard zu Treffling einen von Meister Thomas von Villach geschaffener Flügelaltar, der im Bild der Dornenkrönung die Wappen seines im Jahre 1464 verstorbenen Vaters Andreas von Graben zu Sommeregg beinhaltet. Unter der Dornenkrönung ist Christus vor Pontius Pilatus abgebildet, rechts die Geißelung Christi und eine Kreuzigungsgruppe mit Maria und Johannes. Bei der letzten Restaurierung wurde der Altar, der in die Zeit um 1470/90 datiert wird, wieder in seinen ursprünglichen Zustand gebracht. Auch stiftete Von Graben eine Schilderung des Martertodes der Ursula Pöck aus Lienz. Dabei handelt es sich um die älteste (schriftlich ab 1475 nachweisbare) Tiroler Ritualmordlegende, der zufolge die drei- oder vierjährige Tochter eines Thomas Pöck aus Lienz am Karfreitag des Jahres 1442 oder 1443 von Lienzer Juden ermordet worden sein soll. 1501, schon als kaiserlicher Statthalter von Lienz, stiftete Von Graben ein Benefizium zur Sankt Michaelskirche in der Lienzer Vorstadt Rindermarkt, und versah diese mit einem ständigen Kaplan. Die Begräbnisstätte des Geschlechts der Graben befindet sich ebenfalls in dieser im 14. Jahrhundert erbauten Kirche.

## Ausklang

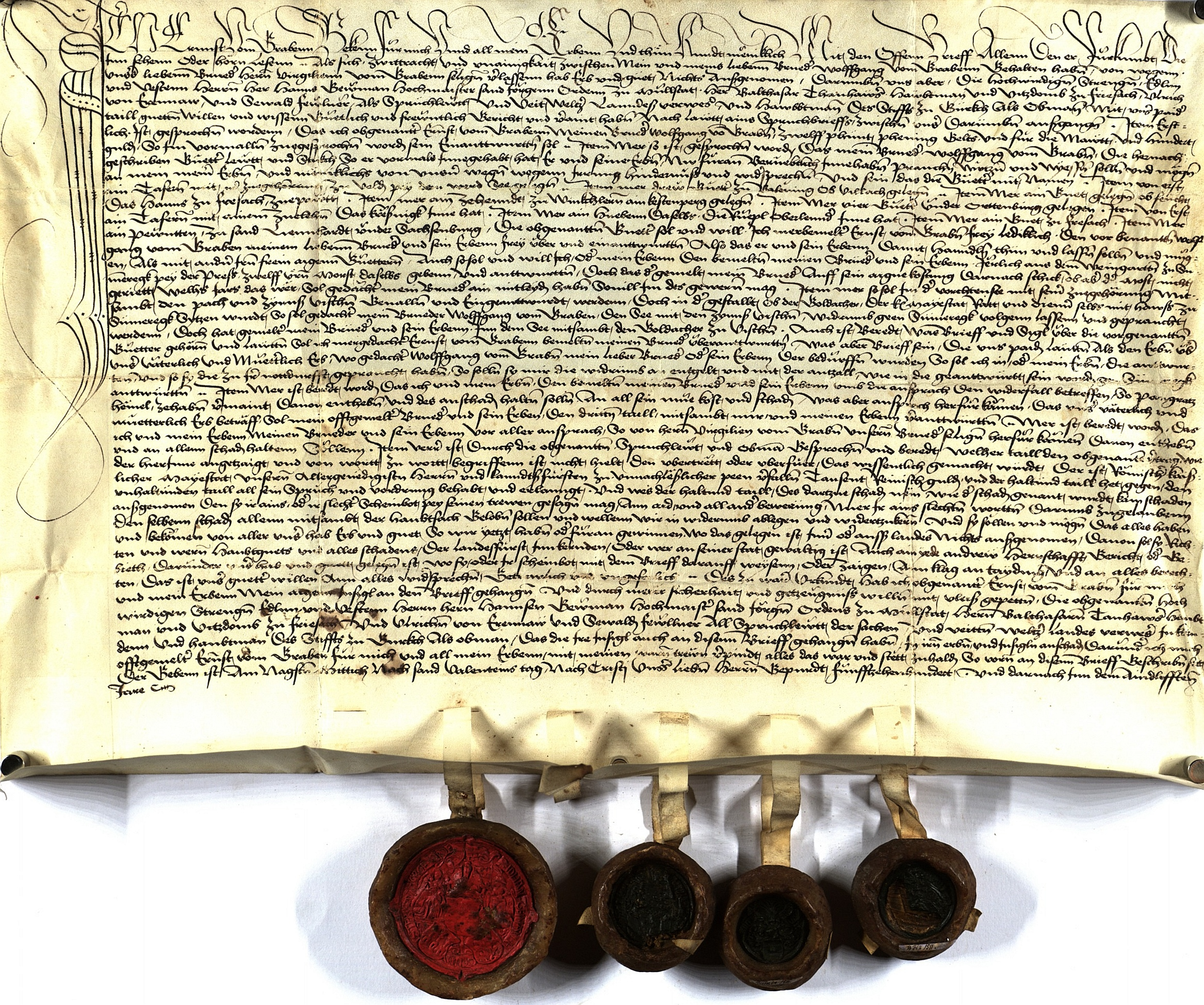
Vergleich zwischen den Brüdern Ernst und Wolfgang (Wolfgang Andreas) von Graben wegen der Streitigkeiten um die Verlassenschaft von ihrem Bruder Virgil von Graben im Jahre 1511

Mit einer Urkunde vom 19. Februar 1511 wurde zwischen den Brüdern Ernst und Wolfgang (Wolfgang Andreas) von Graben wegen der Streitigkeiten betreffend die Verlassenschaft nach dem Tod ihres Bruders Virgil von Graben ein Vergleich geschlossen. Als Schiedsleute fungierten Hanns Geuman, Hochmeister des St. Georgs Ritterordens zu Millstatt, Balthasar Thanhauser, Hauptmann und Vizedom zu Friesach, Ulrich I. von Ernau und Sewald Feulner und Veit Weltzer, Landesverweser und Hauptmann des Stiftes Gurk, letzterer als Obmann. Inhaltlich wurden diverse Güter, Lehensleute und finanzielle Vereinbarungen fixiert.

## Oper
Virgil von Graben ist eine der handelnden Persönlichkeiten in der Oper Il conte è servito von Mauro Fontanini. Das Werk ist eine „Historisch-komische Komödie über den Niedergang der antiken Grafschaft Görz“.

## Information
Die Daten zu diesem Artikel wurden mehrheitlich aus der Von Graben Forschung von Matthias Laurenz Gräff übernommen.